# WordPress
WordPress（ワードプレス）は、オープンソースのブログソフトウェア・コンテンツ管理システム (CMS) である。
PHPで開発されており、データベース管理システムとしてMySQLを利用している（後述のプラグインよりSQLiteでの使用も可能）。単なるブログではなくコンテンツ管理システムとしてもしばしば利用されている。b2/cafelogというソフトウェアのフォーク（後継）として開発、2003年5月27日に初版がリリースされた。GNU General Public License (GPL) の下で配布されている。
世界中のウェブサイトで利用されており、最も人気のあるコンテンツ管理システムの1つである。2024年9月時点、全ウェブサイトの43.4%で使用されている。

## 主な特徴
- PHPによる動的なページ生成
- 標準添付のテンプレート等がウェブ標準に準拠
- 記事への複数カテゴリー設定に対応
- カスタマイズ可能で検索エンジンと高い親和性を持つURL
- テーマによる簡単なデザインの切り替え
- プラグインによる拡張機能
- WYSIWYGによるエントリ編集
- 投稿スラッグによるパーマリンクURL作成

### ライセンス
WordPressは、GPLに従い配布される、オープンソースのソフトウェアである。誰もがWordPressの開発に参加できる、という利点がある。

### テンプレート、テーマ
WordPressのテンプレートはすべてPHPであるため、PHPとHTMLをある程度知っていれば容易にテンプレートをカスタマイズできる。テンプレートは多くの場合、ヘッダー部とサイドバー部、コンテンツ部、フッター部、に分けて記述され、1ページはそれらの組み合わせで表示される。WordPressでは、PHPテンプレートにスタイルシートを組み合わせたセットをテーマと呼ぶ。多くの無料テーマが、公式サイトのほかサードパーティーから提供されている。テーマの中には、ページを構成する要素をメニューから選択できるウイジェットという機能が使えるものがある。

### プラグイン
様々な機能を拡張できるプラグインが用意されており、サードパーティーからも多くのプラグインが開発されている。2025年5月時点で、公式コミュニティに掲載されているプラグインの数は約59,000に上る。プラグインはPHPで開発できる。ほとんどのプラグインは、WordPressのダッシュボードからダウンロードでき、さらにはFTP経由でファイルを手動でインストールすることで追加することもできる。また、有料パッケージとして多くのサードパーティが独自のウェブサイトを通じてプラグインを提供している。

### モバイルアプリケーション
AndroidやiOS用といったスマートフォン向けにモバイルアプリケーションを提供している。Automatticによって製作されたこれらのアプリケーションには、統計を表示する機能に加え、新しいブログの投稿やページの追加、コメントの管理や返信などのオプションがある。

### 国際化
WordPressはgettextを利用したi18n (internationalization) をサポートしている。translate.wordpress.orgでは日本語を含む160以上の地域と言語のプロジェクトが進められており、その半数以上の地域と言語ではコアのほとんどまたは全ての地域化がなされている。同サイトではWordPressのコア以外にもWordPress.orgの各地域・言語毎のサイトやプラグインディレクトリ、テーマディレクトリに掲載されているプラグインやテーマの翻訳なども行われている。
RTLのような特殊な言語への対応やCJK圏などにおいて単語数ではなく文字数でカウントするような言語事情考慮も行われるようになっているが、対応不十分な部分があるため日本語版や中国語（簡体字）版などの一部のパッケージではパッチプラグインを同梱しているものがある。なお、こういったプラグインの有無を除けば英語版とローカライズ版の違いはほぼ言語ファイルの有無のみである。

### アクセシビリティ
WordPress コーディング規約では、「WordPress でリリースされるすべての新規または修正コードは、レベル AA の Web コンテンツ アクセシビリティ ガイドライン 2.0 に準拠する必要がある」と規定されている。

### 動作環境
WordPress 6.3 より動作環境が変更された。
- PHP バージョン 7.0以上（PHP 7.4以上を推奨）
- MySQL バージョン 5.5.5以上（MySQL 5.7以上、またはMariaDB 10.4以上を推奨）

## 歴史
WordPressの創始者は米国のマット・マレンウェッグ（Matt Mullenweg）と、英国のマイク・リトル（Mike Little）。当時最も普及していたCMSであるMovable Typeの使い勝手に不満があったマット・マレンウェッグが、その後使い始めたb2というブログツールの開発がストップした不満をブログに書いたところ、それを見たマイク・リトルがb2をベースにしたブログツールを作らないかと持ちかけ、開発がスタートした。この二人の手により2003年5月27日、WordPressの最初のバージョンである0.70をリリースした。
2004年、競合するMovable Typeはライセンス体系を変更したことで批判が殺到し、影響力のあるユーザーの多くがWordPressに移行した。2009年10月までに、オープンソースCMS マーケットシェアレポートは、WordPressがオープンソース コンテンツ管理システムの中で最大のブランド力を享受していると結論付け、今日では世界で最も利用されるCMSに成長した。

### 受賞歴と評価
- 2008年
  - InfoWorldの「ベスト オブ オープン ソース ソフトウェア アワード: コラボレーション」受賞
- 2009年
  - オープンソースCMS アワードの「総合最優秀オープンソース CMS」受賞
- 2010年
  - デジタルシナジー社の「2010 年オープンソースの殿堂 CMS カテゴリ」受賞
- 2011年
  - InfoWorldの「Bossie award for Best Open Source Software」受賞
- 2017年
  - 電子フロンティア財団 におけるプライバシー評価にて5つ星[14]

### リリース履歴
1.0以降のWordPressの各バージョンでは著名ジャズミュージシャンの名前にちなんだコードネームを採用している。公式にサポートされているのは最新のリリースのみだが、セキュリティアップデートは4.0までのすべてのバージョンにバックポートされている。
| バージョン | コードネーム | リリース日     | ノート |
| ---------- | ------------ | -------------- | --- |
| 0.70       |              | 2003年5月27日  | 前身であるb2/cafelogとおなじファイル構造でリリースされた。b2/cafelogの最後のリリースが0.6であったため、そのバージョン番号を引き継いだ。現在WordPress Release Archiveのページからダウンロードできる最古の版は0.71-goldである。 |
| 1.0        | Davis        | 2004年1月3日   | 検索エンジンに最適化したパーマリンク、複数のカテゴリ、簡単インストール機能とアップグレード機能、コメント管理、XFN サポート、Atom サポートを追加 |
| 1.02       | Blakey       | 2004年3月11日  | バグ修正のみ。 |
| 1.2        | Mingus       | 2004年5月22日  | この版ではプラグインがサポートされた。このときに採用されたのと同じ構造のプラグイン識別ヘッダーが以降のWordPressでも使われている。 |
| 1.5        | Strayhorn    | 2005年2月17日  | この版ではいくつかの重要な機能が追加された。そのひとつは静的なページの機能が追加されたことである。これは通常の時系列で管理されるブログ記事とは別のページを生成し管理することを可能としたもので、WordPressが単なるブログ管理ソフトからコンテンツ管理システムへと移行するはじめの一歩であった。この版で追加されたもうひとつの重要な機能は、新しいテンプレート/テーマの機構である。これによって、ユーザーが簡単に外観を切り替えることが可能になった。また、Michel Heilemannによってデザインされたあたらしいデフォルトのテンプレート（コードネーム: Kubrick）が同梱されるようになった。 |
| 2.0        | Duke         | 2005年12月31日 | この版ではシステムのバックエンドが大幅に書き換えられたのに加え、WYSIWYG編集、管理ツールの改善、画像のアップローダー、投稿速度の改善、インポート機構の改善など多数の改善が行われた。またプラグインの開発者向けの様々な改善が行われた。 |
| 2.1        | Ella         | 2007年1月22日  | セキュリティ面での改善に加え、内蔵のスペルチェッカーとオートセーブ機能などを備えた編集機能の強化や、ユーザインタフェースのデザインの修正が行われた。検索エンジンに対するプライバシーオプションや、データベースの最適化なども含まれる。 |
| 2.2        | Getz         | 2007年5月16日  | この版ではウィジェットがサポートされた。また、完全なAtomフィードの機能の追加や、速度的な改善が行われた。 |
| 2.3        | Dexter       | 2007年9月24日  | この版ではタグ機能、新しいカテゴリーの分類法、アップデートの通知機能などが追加された。 |
| 2.5        | Brecker      | 2008年3月29日  | 2.4のリリースはされなかったため、この版にはメジャーリリース2回分の新しいコードが含まれている。この版では管理インタフェースの大幅な改善や、個別のページを含む検索機能などが追加された。 |
| 2.6        | Tyner        | 2008年7月15日  | この版ではWordPressがより強力なCMSとなるためのいくつかの新しい機能が追加された。そのひとつは編集履歴を追跡する機能で、ウィキのように投稿やページに加えられた変更点を知ることができるようになった。また、「Press This」投稿ブックマークレットを用いて、Webのどこからでも記事を書くことができるようになった。ほかにも2.5で導入された機能に対する多数の改善が含まれる。 |
| 2.7        | Coltrane     | 2008年12月11日 | この版では再び管理インターフェースの全面的な改善が行われ、ユーザーによる自由なカスタマイズが可能となった。またWordPress本体の自動アップグレードの機能が追加され、手動でファイルを展開しなくても、管理インターフェースからの操作によりアップグレードが可能となった。 |
| 2.8        | Baker        | 2009年6月10日  | 速度の向上、管理インターフェース内からのテーマの自動インストール、構文強調表示用の CodePress エディターの導入、および再設計されたウィジェットインターフェースを追加 |
| 2.9        | Carmen       | 2009年12月19日 | この版で追加された主な機能は、記事や画像を復元可能な状態として残すゴミ箱機能、画像のリサイズや切抜きを行える編集機能、プラグインの互換性の自動通知機能、YouTubeをはじめとする動画の埋め込み補助機能の4つである。この他に報告されていた500以上の不具合が解消された。しかし、公開直後に予約投稿機能が正常に機能しない重大な不具合が発見され、即座に2.9.1が公開された。 |
| 3.0        | Thelonious   | 2010年6月17日  | この版でWordPressとWordPress MUが統合され、複数のユーザでブログを管理できるようになった。 |
| 3.1        | Reinhardt    | 2011年2月14日  | 管理バーが搭載されたり、ネットワーク管理画面が変更されたり、インポート・エクスポートシステムの大幅な改良がされたり、タクソノミーやカスタムフィールドクエリの機能に対応されたりした。 |
| 3.2        | Gershwin     | 2011年7月5日   | 動作のための最低要件がPHP 5.2.4以上・MySQL 5.0以上になり、IE6以前のブラウザをサポートしなくなった。それにより、ダッシュボードのデザインを変更したり、管理バーのボタンがいくつか追加されたり、デフォルトのテーマがHTML5でつくられたTwenty Elevenに変更されたりした。自動アップグレードの機能では、新しいリリースで変更されたファイルのみをダウンロードするようになったため、自動アップデートが高速化した。また、「自由について」・「クレジット」の画面が管理画面に追加された。 |
| 3.3        | Sonny        | 2011年12月13日 | 新しいユーザーエクスペリエンスや、ナビゲーション、アップロード機能、インポート機能などを向上した。 |
| 3.4        | Green        | 2012年6月14日  | テーマカスタマイザーが追加された。使用中のテーマや使用を検討しているテーマを、実際の変更を適用することなく見栄えや設定の変更を試すことができるようになった。 |
| 3.5        | Elvin        | 2012年12月12日 | 画像アップロードやギャラリー作成のフローを大幅に更新した。Twenty Twelveが新しいデフォルトテーマになった。ダッシュボードのスタイルが更新された。管理画面がRetinaディスプレイ対応した。カラーピッカーが新しくなった。管理画面にてあまり使われない機能は目立たないように整理された。 |
| 3.6        | Oscar        | 2013年8月2日   | 投稿内容の損失を防ぐ自動保存および投稿ロック機能、音声および動画ファイルへのネイティブサポート、そしてSpotify、Rdio、SoundCloudへの対応改善などが追加された。また、Twenty Thirteenが新しいデフォルトテーマになった。 |
| 3.7        | Basie        | 2013年10月24日 | 本体や翻訳ファイルの自動アップデート機能が搭載された。他にも、パスワードの強度確認のアルゴリズムを強化した。 |
| 3.8        | Parker       | 2013年12月14日 | 管理画面のスタイルの大幅な変更がされた。また、Twenty Fourteenが新しいデフォルトテーマになった。 |
| 3.9        | Jimmy        | 2014年4月16日  | 画像編集機能の改善、ドラッグ・アンド・ドロップへの対応、音楽・映像のギャラリー対応・ウィジェット及びヘッダーのライブプレビュー機能の追加等が行われた。 |
| 4.0        | Benny        | 2014年9月4日   | メディア管理の改善、埋め込み機能の改善、エディターの改善、プラグイン検索機能の改善、英語版との言語切替が容易になる機能の組み込み等。 |
| 4.1        | Dinah        | 2014年12月19日 | 新しいブログテーマTwenty Fifteenの追加、集中執筆モードの追加、言語切替が容易になる機能の追加、ログインセクションの管理、Vine動画への対応等。 |
| 4.2        | Powell       | 2015年4月24日  | Press Thisの機能強化、絵文字などの拡張文字への対応、TumblrやKickstarterへの対応等。 |
| 4.3        | Billie       | 2015年8月18日  | メニューの作成、更新、位置の管理をカスタマイザーでライブプレビューできる機能、特定の記号入力による書式設定機能の追加等。 |
| 4.4        | Clifford     | 2015年12月8日  | 新しいデフォルトテーマ Twenty Sixteen、新しい oEmbed プロバイダの追加、タームのメタデータをサポート、コメントクエリの改善等。 |
| 4.5        | Coleman      | 2016年4月12日  | 編集機能の改善等。 |
| 4.6        | Pepper       | 2016年8月16日  | アップデート機能の合理化、ネイティブフォントのサポート、インラインリンクチェッカー、コンテンツリカバリーによるエディタの改善等。 |
| 4.7        | Vaughan      | 2016年12月6日  | 新しいデフォルトテーマ Twenty Seventeen、ライブプレビューにおいて動画ヘッダー、カスタムCSS、PDFプレビューなどをサポート等。 |
| 4.8        | Evans        | 2017年6月8日   | 画像、音声、動画、リッチテキストのウィジェット機能改善など。Internet Explorerバージョン8,9、および10のサポートを終了。 |
| 4.9        | Tipton       | 2017年12月16日 | カスタマイザーワークフローの改善、シンタックスハイライトとエラーチェックなどコーディング機能の強化等。 |
| 5.0        | Bebo         | 2018年12月7日  | 新しいブロックベースのGutenbergエディター導入及び、それに即した新しいデフォルトテーマ「Twenty Nineteen」 |
| 5.1        | Betty        | 2019年2月22日  | サイトヘルス機能の導入、エディターの改善等。 |
| 5.2        | Jaco         | 2019年5月7日   | サイトヘルスチェックの追加、PHPエラーからの保護、プラグイン互換性チェック等。 |
| 5.3        | Kirk         | 2019年11月12日 | ブロックエディタの刷新等。 |
| 5.4        | Adderley     | 2020年3月31日  | ソーシャル アイコンとボタン ブロックの追加、ブロックのカスタマイズとユーザー インターフェイスの改善、個人データのエクスポート機能の追加、メニュー項目のカスタム フィールド、開発者向けのブロックの改善。 |
| 5.5        | Eckstine     | 2020年8月11日  | 画像の遅延読み込み、デフォルトの XML サイトマップ、プラグインとテーマの自動更新、ブロック エディターの改善。 |
| 5.6        | Simone       | 2020年12月8日  | 新しいデフォルトテーマ「Twenty Twenty-One」、Gutenbergの機能強化、コアリリースの自動更新、PHP 8のサポートの強化、REST API認証用のアプリケーションパスワード、アクセシビリティの向上。 |
| 5.7        | Esperanza    | 2021年3月9日   | 使いやすく、カスタム コードを書かずに多くの操作が可能な新エディターの導入、デフォルトカラー パレットのシンプル化、ワンクリックで HTTP から HTTPS への変更、新しいロボット API、iframe の遅延読み込み、jQuery 3.5.1 への更新後の継続的なクリーンアップ。 |
| 5.8        | Tatum        | 2021年7月20日  | ブロック ウィジェット、クエリ ループ ブロック、ブロック テーマ、リスト ビュー、パターン変換、Duotone、新しいテーマ.json ファイル、 IE11サポートの削除、WebPイメージサポート、新しいブロック サポート フラグ。 |
| 5.9        | Josephine    | 2022年1月25日  | 新しいデフォルト テーマ「Twenty Twenty-Two」、新しい WordPress 管理機能サイト エディター、サイト エディターで管理できるブロック テーマ、新しいナビゲーション ブロック、改善されたブロック コントロール、パターン ディレクトリ、リスト ビュー、リファクタリングされたギャラリー ブロック、Theme.json 子テーマのサポート、ブロック-レベルのロック、ブロックごとに複数のスタイルシート。 |
| 6.0        | Arturo       | 2022年5月24日  | Gutenberg の記述の改善、複数のスタイルのバリエーションとブロック テーマのテンプレート オプションの拡張、統合パターン、追加のデザイン ツール、リスト ビューからの複数のブロックの選択、ブロックのロック、さまざまなパフォーマンスとアクセシビリティの向上。 |
| 6.1        | Misha        | 2022年11月1日  | Gutenberg の記述の改善、より一貫性と制御のためのデザイン ツール、よりクリーンなレイアウトとドキュメント設定の視覚化、メニュー管理、滑らかなタイポグラフィ、改良されたブロック プレースホルダー、および間隔のプリセット。 |
| 6.2        | Dolphy       | 2023年3月29日  | サイトエディターインターフェイスの再構築、ナビゲーションブロックの改良、ブロックインサーター、および設定とスタイルのタブを備えた整理されたブロック設定サイドバー。ブロックテーマのヘッダーおよびフッターパターンのコレクションが利用できるほか、Openverseメディア統合や集中執筆モードの利用。サイトのライブラリ内の各ブロックの外観の完全な概要が提供され、ユーザーはスタイルをコピーして貼り付けたり、カスタム CSS を追加して、サイトの外観をより詳細に制御できるようにする新しいスタイルブック。その他の機能としてトップレベルのグループブロックの固定配置、クラシックテーマからお気に入りのウィジェットをインポートするオプション、デフォルトテーマをプライバシー向上のため、Google Fontsが含まれるテーマからローカル フォントへの変更など。 |
| 6.3        | Lionel       | 2023年8月8日   | サイト エディターによる完全なコンテンツ管理、ブロックテーマのプレビュー、保存されたブロック配置のための新しい「マイ パターン」セクション、コマンド パレットによるテンプレートとエディターの設定管理、デザインツールとワークフローの改善、新しい脚注と詳細ブロック、パフォーマンスとアクセシビリティの改善、画像のアスペクト比設定、サイトエディターにおける集中執筆編集、トップツールバーの更新、リストビューの改善、パターン テンプレートの構築。 |
| 6.4        | Shirley      | 2023年11月7日  | 新しいデフォルトテーマ「Twenty Twenty-Four」、ライティングの強化、コマンドパレットの改善、高度なパターンフィルタリング、ブロックデザインツールの拡張、画像ライトボックス機能、グループブロック名の変更、リストビューでの画像プレビュー、カスタムパターンのJSONファイルとしてのエクスポート、新しいブロックフック機能、パフォーマンスとアクセシビリティの改善。 |
| 6.5        | Regina       | 2024年4月2日   | フォントライブラリによるGoogle フォント管理、スタイルブックによるタイムスタンプ、クイック サマリー、リビジョン履歴の表示、強化された背景ツール、アスペクト比、ブロック レイアウトとグループのボックス シャドウ、データ ビュー、強化されたドラッグ アンド ドロップ、強化されたリンク コントロール、新しい対話性 API とブロック バインディング API、 theme.jsonを使用しないクラシック テーマ用の新しい外観ツール、プラグインの依存関係、およびさまざまなパフォーマンスとアクセシビリティの改善。 |
| 6.6        | Dorsey       | 2024年7月17日  | グループブロックにグリッドレイアウトオプションの追加、セクションスタイル機能の追加、パターン管理の改善、フォントライブラリの強化、ブロックのインタラクティブ性向上APIの強化、新しい公開フロー、スタイルバリエーションの拡充等。 |
| 6.7        | Rollins      | 2024年11月12日 | 新しいデフォルトテーマ「Twenty Twenty-Five」、ズームアウトプレビュー、ブロックのカスタムフィールド、スタイルのフォントサイズプリセット、HEIC画像のサポート、さまざまなパフォーマンスとアクセシビリティの改善。 |
| 6.8        | Cecil        | 2025年4月15日  | スタイルブックの更新、エディターの改良、投機的読み込み、bcryptによるパスワードセキュリティの強化。 |

### WordPress 5.0「Bebo」

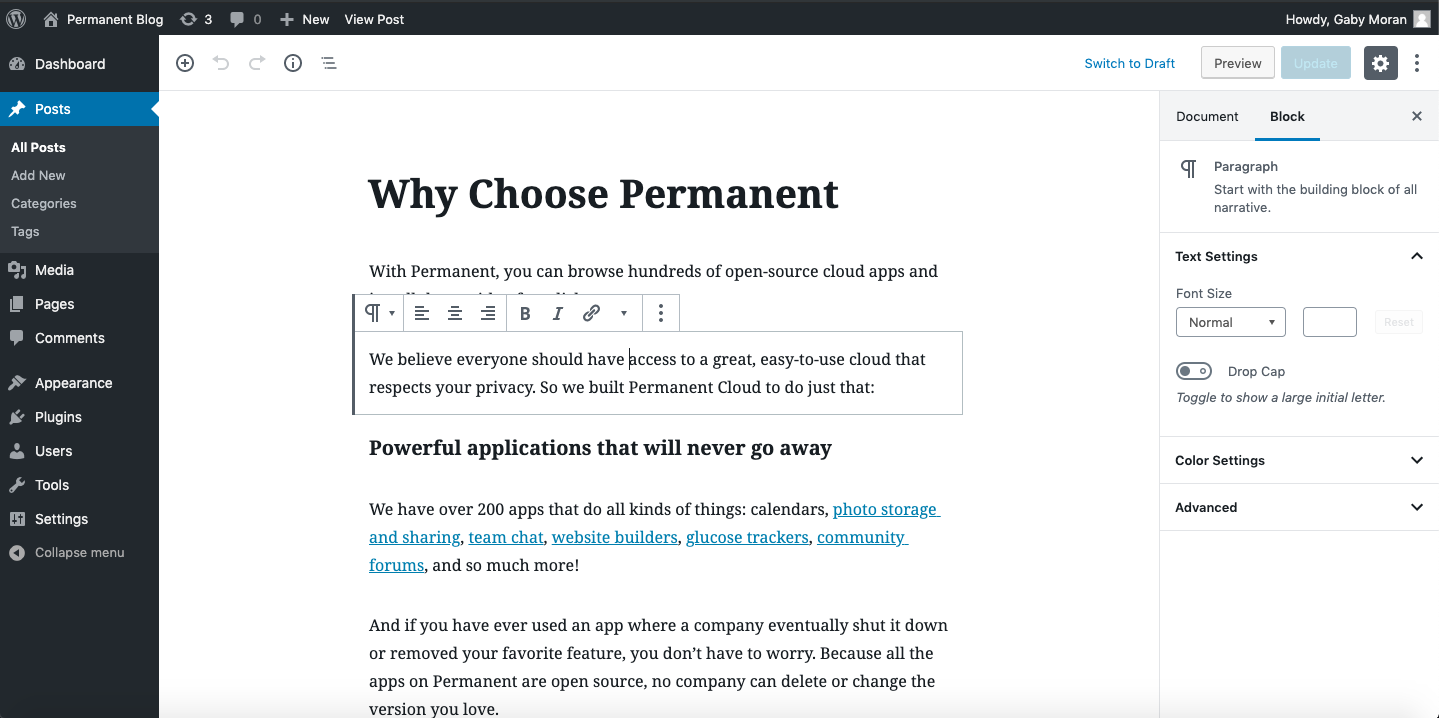
WordPress 5上で動作する新しいエディター「Gutenberg」

WordPress 5.0ではデフォルトエディター「Gutenberg」（ブロックベースのエディター）に刷新。これによってユーザーは、以前のバージョンよりも使いやすい方法で、表示されたコンテンツを変更できるようになった。ブロックは、ウェブページのコンテンツまたはレイアウトを形成する、マークアップの抽象的な単位である。WordPressで作成された過去のコンテンツは、クラシック ブロックと呼ばれるものの下にリストされる。Gutenbergが登場する前は、WordPressプラグインとして利用できるブロックベースのエディターがいくつかあった (例:Elementor) が、Gutenbergのリリース後、Gutenbergと既存のプラグインの比較が行われた。

### Classic Editorプラグイン
大幅な刷新を行ったGutenbergに対しては、一部で慣れない既存ユーザーからの批判も強くあり、プラグインコミュニティでは低評価も少なくなかった。そうした状況を受け、旧来のエディターをClassic Editorプラグインとして提供された。Classic Editorプラグインは、少なくとも 2024年までサポートされる予定となっている。
Classic Editorプラグインは2023年6月の時点で、500万を超えるWordPressでアクティブになっている。

## 開発とコミュニティ

### 創始者と開発コミュニティ
創始者の二人はその他の個人や企業と共にWordPressを開発を続ける傍ら、マット・マレンウェッグはWordPressの商標を管理しているWordPress Foundationの代表である他、2005年にWeb開発会社であるAutomatticを創業し、WordPressを利用したウェブサイトホスティングサービスであるWordPress.comやメモ帳アプリであるSimplenoteを運営している。マイク・リトルはWeb開発およびコンサルティング会社であるZed1.com Ltdを創業し、WordPressを利用した英国政府関連のWebページ等の運営を行っている。
WordPressの開発は主に各リリースをテストするボランティアグループであるWP testerを含むコミュニティによって開発されている。WP testerはニュートラルビルド、ベータ版、リリース候補に早期にアクセスすることができる。エラーは特別なメーリングリストまたはプロジェクト管理やバグ追跡ツールであるTracに文書として記録される。
オープンソースのオンラインコミュニティによって開発されているが、Automatticは密接な関係を保ち、開発を支援している。2014年には勤務時間の5％をWordPressのコア開発に充てることを奨励する声明を発表し、Automattic自身もその規範となるよう努めるとした。

### WordPress Foundation
WordPress Foundation は、WordPressの開発プロジェクトをサポートするために設立された非営利組織である。この組織の目的は、WordPressのソフトウェア開発プロジェクトへのオープンなアクセスを永久に保証することであり、その一環として、この組織はWordPress、WordCamp、および関連する商標を所有し管理している。

### WordCampとユーザーカンファレンス

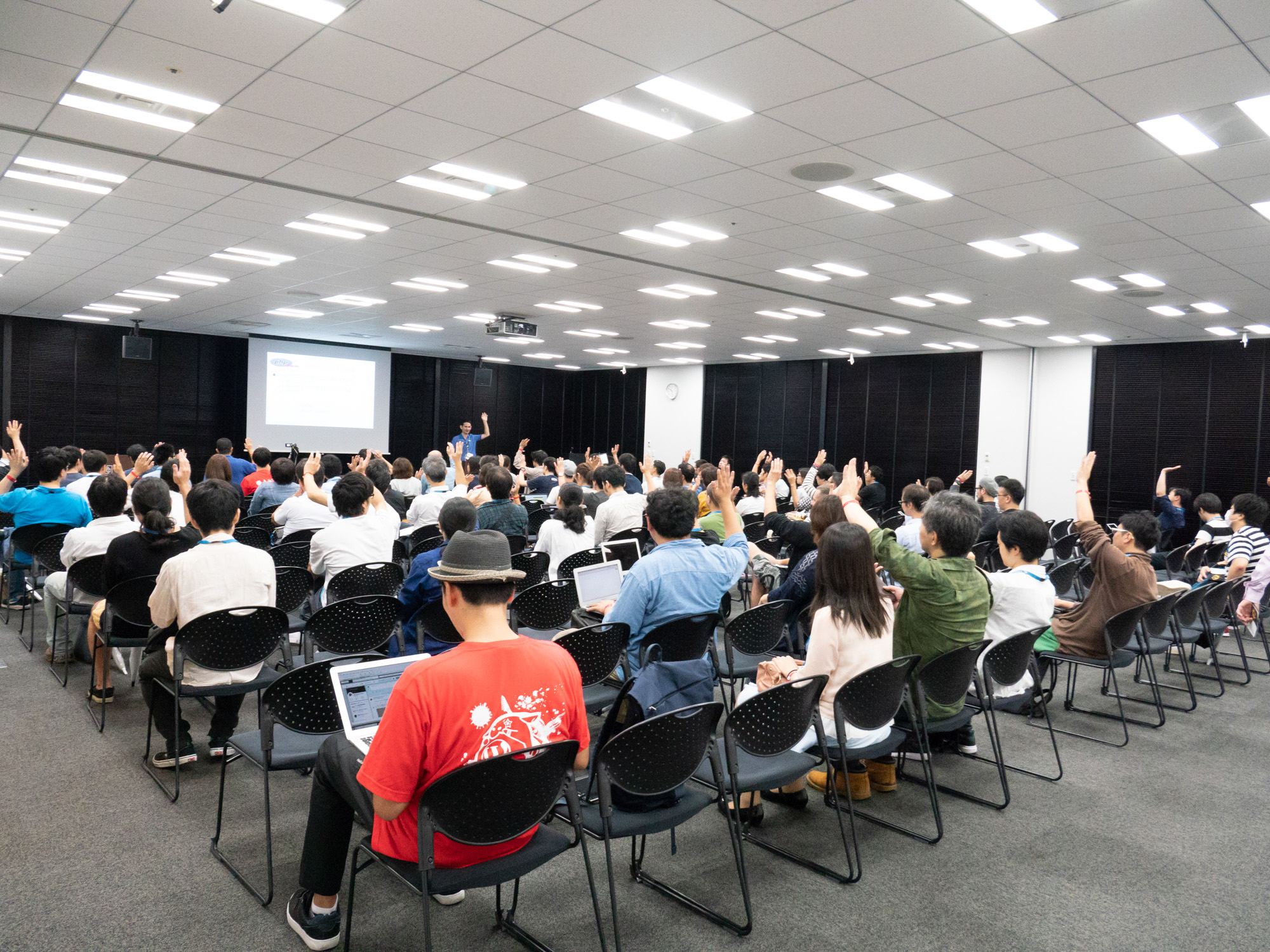
WordCamp Tokyo 2018におけるSession Dayの様子

WordCamp は、WordPressに関連するものすべてをカバーする、オフラインで開催されるカジュアルなカンファレンスである。最初のイベントは2006年8月にサンフランシスコで開催されたWordCamp 2006で、このイベントは500名以上の参加者が丸1日参加するものとなった。サンフランシスコ以外での最初のWordCampは2007年9月に北京で開催された。2023年6月現在、これまでに世界65か国、389都市以上で1,164以上のWordCampが開催されている。

## 脆弱性
WordPressではその利用者の多さゆえにセキュリティに関する問題で影響が拡大することがある。特に2007年、2008年、2015年には多くのセキュリティ問題が明らかとなった。WordPressの脆弱性の最新リストを管理している企業Flexeraによると、2009年4月のWordPressには、パッチが適用されていないセキュリティアドバイザリが7件 (合計32件中) あり、最大評価は「重大度は低い」だった。
2013年6月、最もダウンロードされている50のWordPressプラグインの一部が、SQLインジェクションやXSSなどの一般的なウェブサイト攻撃に対して脆弱であることが判明。上位10個の電子商取引プラグインを個別に検査したところ、そのうち7個に脆弱性があることが判明した。そうした事態を受け、セキュリティの向上を促進し、更新に対する体験を合理化するために、WordPress 3.7では自動バックグラウンド更新が導入された。
2015 年3月、人気の高いYoast SEOプラグインにSQLインジェクションに対する脆弱性があり、攻撃者が任意のSQLコマンドを実行できる可能性があることが報告された。この問題はプラグインのバージョン1.7.4で修正された。
2017年1月、ウェブサイトのセキュリティ対策製品を開発しているSucuriは、WordPressのREST APIの脆弱性を特定。この脆弱性により、認証されていないユーザーがWordPress 4.7 以降を実行しているサイト内の投稿やページを変更できるようになることが判明。SecuriはWordPress開発者に密かに通知し、WordPressは6日以内に、この問題に対処したバージョン4.7.2への優先度の高いパッチをリリースした。
WordPress 6.0 の時点で、PHPの最小バージョン要件はPHP 5.6で、2014年8月28日にリリースされたものである。しかし2018年12月31日以降、PHPグループによってサポートされておらず、セキュリティパッチも受け取っていないため、WordPressではPHP 7.4以降を使用することを現在（2023年6月時点）は推奨している。

## スクリーンショット

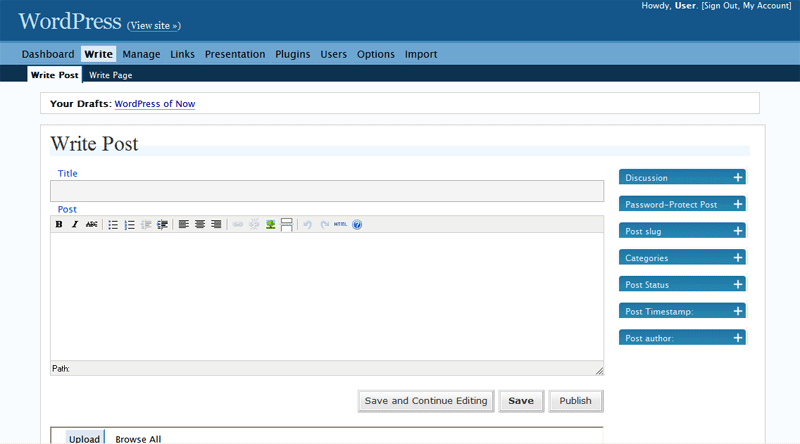
WordPress 1系の管理画面
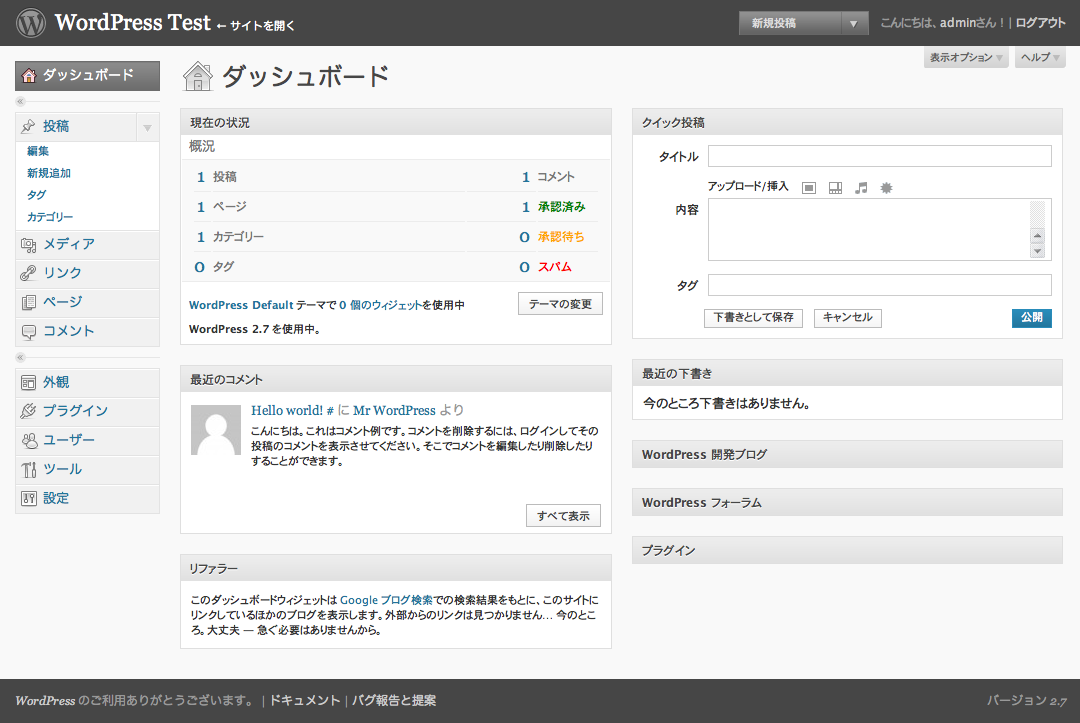
WordPress 2系の管理画面
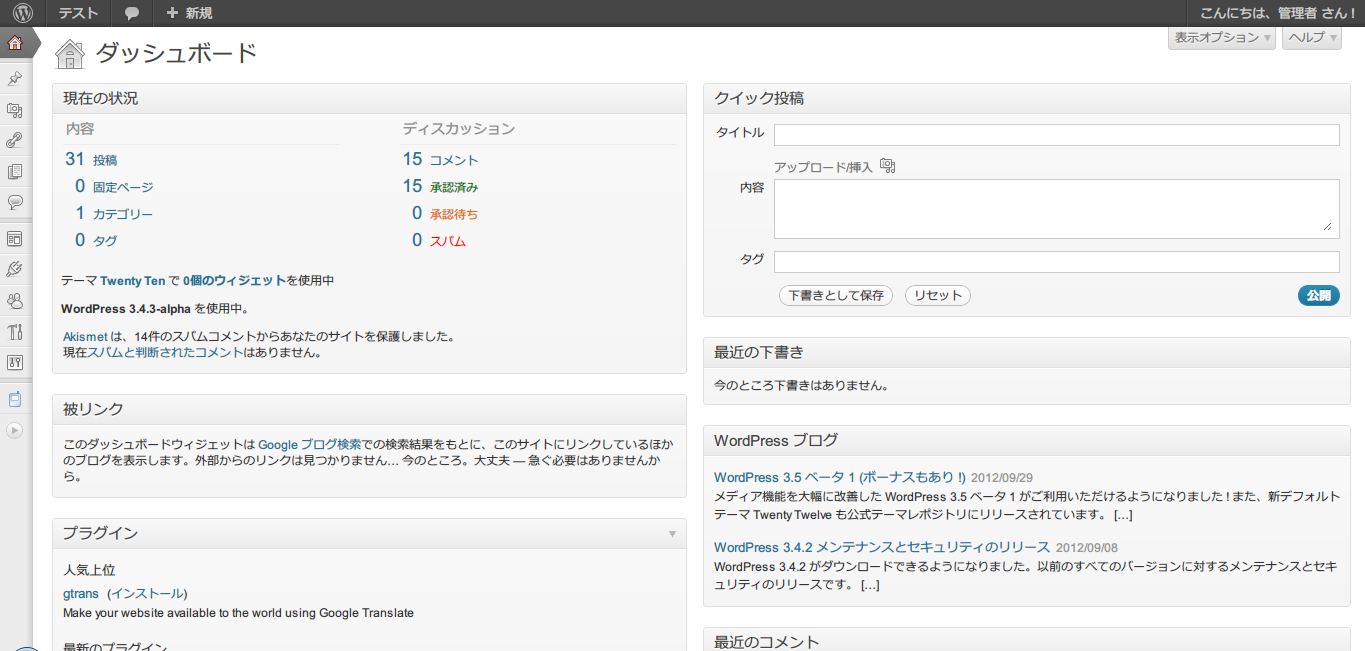
WordPress 3.0 - 3.7の管理画面
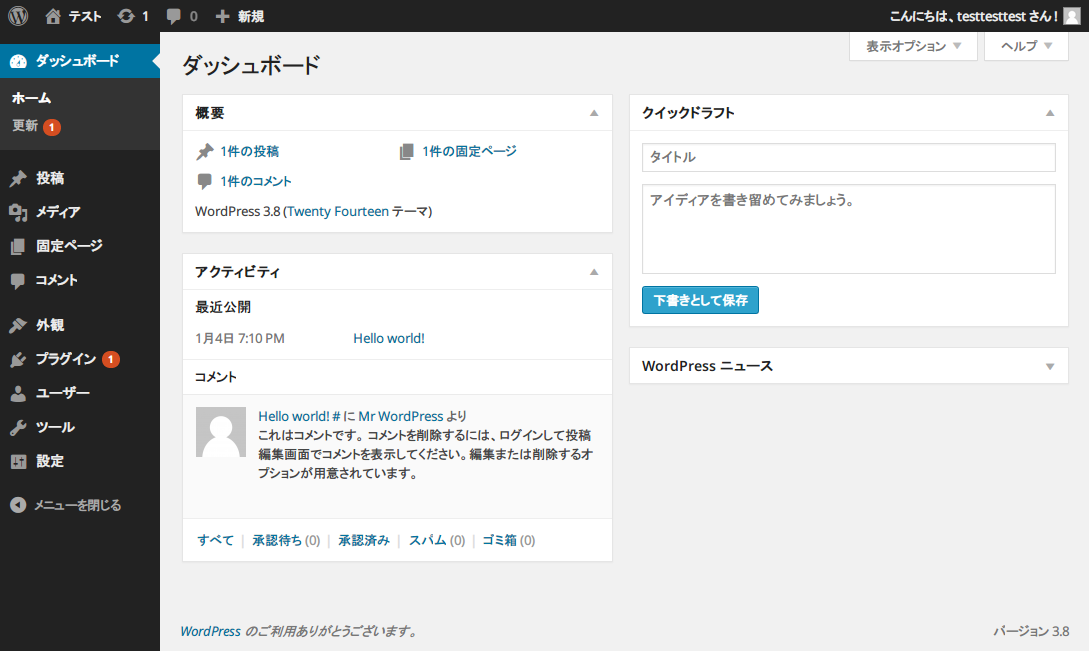
WordPress 3.8 - の管理画面
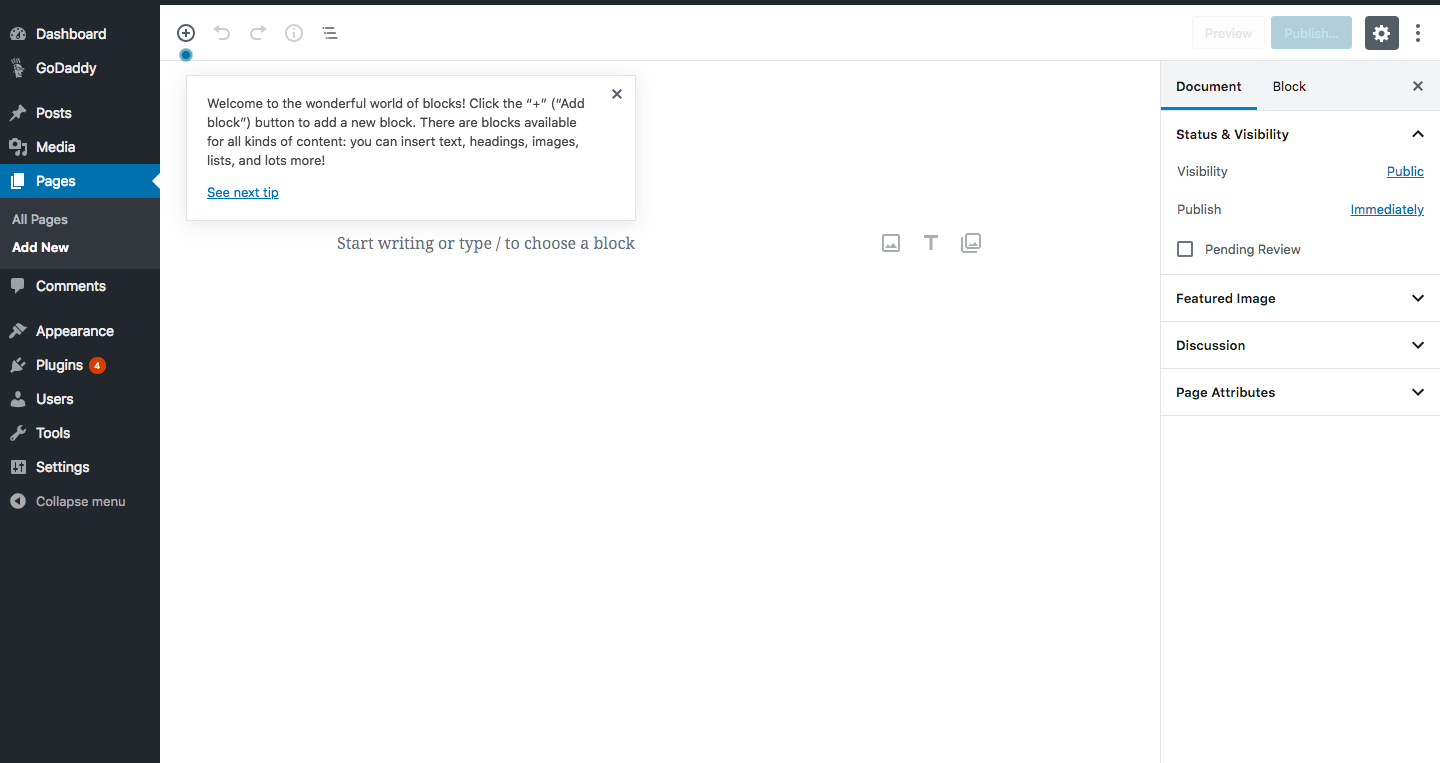
ブロックを利用した新しいエディタ

## WordPress MU
WordPress MUは複数のユーザでブログを管理できるバージョンのWordPressである。これは主にブログホスティングの業者向けに作られている。MUは「Multi-User」の略で、ギリシャ文字μ（ミュー）が用いられることもある。サブブログはサイトのサブディレクトリまたはサブドメインのいずれかに設置でき、メインブログにはサイト内の全てのブログの最新記事や、更新情報などをリスト表示できる。インストールについてはWindows版とMac OS X版、Linux版がある。デフォルトの言語は英語のみであるが、標準版のlanguagesフォルダを流用、またはMUの日本語リソースサイトからja.moとja.poをダウンロードすれば、インストール後の主要な処理メニューを日本語化できる。なお、MUのバージョンアップは標準版に準じて行われていた。WordPress 3.0でWordPress MU（マルチサイト）とWordPressを統合。2008年3月28日に配布元のWordPress Japanが同月末のウェブサイト閉鎖を宣言、現在はWordPressへの移行を推奨している。

## わぷー
わぷー (Wapuu) はWordPress日本公式キャラクター。カネウチカズコにより制作され、2011年2月19日に開催されたWordCamp Fukuoka 2011で初公開された。WordPressロゴがある丸い物体を好むように抱えている。テーマ・プラグインにわぷーを含めても問題がないよう、わぷーはWordPressと同じくGPLでライセンスされている。
キャラクターの名称は投票によって決定した。得票数1位は「ワッピー」だったが、既にGMOクラウドWESTが経営しているレンタルサーバのサービス名「@WAPPY」として使われていたため、2位のわぷーが採用される事になった。